# 第143回国会
第143回国会（だい143かいこっかい）は、1998年7月から10月まで開かれた臨時国会。金融早期健全化法（2001年3月までの時限立法）と金融再生法が審議採決されたため、金融国会（きんゆうこっかい）の通称で知られる。

## 概要

### バブル崩壊と金融危機
バブル崩壊後の金融不安に対し政府は公的資金の投入を決定、1998年3月、金融機能安定化措置法に基づく金融危機管理審査委員会（委員長・佐々波楊子慶大教授）の決定により大手銀行や一部地銀に対して総額1兆8千億円の公的資金が投入された。しかし、新年度早々には日本長期信用銀行（長銀）の経営危機が表面化した。こうした中、1998年6月末に第18回参議院議員通常選挙が告示されるが、この選挙中、橋本首相は景気梃入れ策を表明するなど発言が二転三転したことに国民の不信が高まり、7月12日の投票では自民党は単独過半数割れと惨敗、橋本は退陣に追い込まれる。

### 小渕内閣の発足と金融国会
同年7月30日、小渕恵三内閣が発足し、長銀との関係が深い宏池会領袖・宮澤喜一が蔵相に就任する（長銀設立提唱者は宏池会創設者の池田勇人）。小渕内閣発足当初から、長銀の経営危機は重要な経済課題であり、抜本的な金融対策立法が望まれた。長銀と住友信託銀行との合併構想が破談すると、臨時国会において、不良債権処理をめざす金融再生トータルプラン関連法案の審議が始まる。

### 法案丸呑みと政局
長銀・住信の合併破談の直後から、長銀救済は与野党間の政争の具と化していたが、
民主党・新党平和・自由党は一致して政府案に反対、国会での審議は膠着状態となった。自民党は参議院で過半数を割っていることから、結局、金融再生法案は民主党案の丸呑みを余儀なくされ、また金融早期健全化法案は自由党の協力を得て、成立に漕ぎ着けた。

## 主な審議議案

### 衆法（衆議院議員提出法律案）
| 提出回次 | 議案件名                                                                                   | 結果 | 備考 |
| -------- | ------------------------------------------------------------------------------------------ | ---- | ---- |
| 140      | 議院における証人の宣誓及び証言等に関する法律の一部を改正する法律案                         | 成立 |      |
| 143      | 債権管理回収業に関する特別措置法案                                                         | 成立 |      |
| 143      | 金融機関等が有する根抵当権により担保される債権の譲渡の円滑化のための臨時措置に関する法律案 | 成立 |      |
| 143      | 競売手続の円滑化等を図るための関係法律の整備に関する法律案                                 | 成立 |      |
| 143      | 特定競売手続における現況調査及び評価等の特例に関する臨時措置法案                           | 成立 |      |
| 143      | 金融機能の再生のための緊急措置に関する法律案                                               | 成立 |      |
| 143      | 金融再生委員会設置法案                                                                     | 成立 |      |
| 143      | 預金保険法の一部を改正する法律案                                                           | 成立 |      |
| 143      | 金融再生委員会設置法の施行に伴う関係法律の整備に関する法律案                               | 成立 |      |
| 143      | 国民の祝日に関する法律の一部を改正する法律案                                               | 成立 |      |
| 143      | 国会議員の歳費、旅費及び手当等に関する法律の一部を改正する法律案                           | 成立 |      |
| 143      | 国会議員の秘書の給与等に関する法律の一部を改正する法律案                                   | 成立 |      |
| 143      | 金融機能の早期健全化のための緊急措置に関する法律案                                         | 成立 |      |
| 143      | 金融システム改革のための関係法律の整備等に関する法律の一部を改正する法律案                 | 成立 |      |
| 143      | 中小企業信用保険法の一部を改正する法律案                                                   | 成立 |      |

### 参法（参議院議員提出法律案）
| 提出回次 | 議案件名                                                   | 結果 | 備考 |
| -------- | ---------------------------------------------------------- | ---- | ---- |
| 142      | 精神薄弱の用語の整理のための関係法律の一部を改正する法律案 | 成立 |      |
| 143      | 当せん金付証票法の一部を改正する法律案                     | 成立 |      |

### 閣法（内閣提出法律案）
| 提出回次 | 議案件名 | 結果 | 備考 |
| -------- | --- | ---- | ---- |
| 142      | 労働基準法の一部を改正する法律案                                                                                       | 成立 |      |
| 142      | 一般会計における債務の承継等に伴い必要な財源の確保に係る特別措置に関する法律案                                         | 成立 |      |
| 142      | 国有林野事業の改革のための特別措置法案                                                                                 | 成立 |      |
| 142      | 国有林野事業の改革のための関係法律の整備に関する法律案                                                                 | 成立 |      |
| 142      | 日本国有鉄道清算事業団の債務等の処理に関する法律案                                                                     | 成立 |      |
| 142      | 森林法等の一部を改正する法律案                                                                                         | 成立 |      |
| 142      | 感染症の予防及び感染症の患者に対する医療に関する法律案                                                                 | 成立 |      |
| 142      | 検疫法及び狂犬病予防法の一部を改正する法律案                                                                           | 成立 |      |
| 142      | 不正競争防止法の一部を改正する法律案                                                                                   | 成立 |      |
| 142      | 地球温暖化対策の推進に関する法律案                                                                                     | 成立 |      |
| 143      | 中小企業信用保険法の一部を改正する法律案                                                                               | 成立 |      |
| 143      | 対人地雷の製造の禁止及び所持の規制等に関する法律案                                                                     | 成立 |      |
| 143      | 一般職の職員の給与に関する法律及び一般職の任期付研究員の採用、給与及び勤務時間の特例に関する法律の一部を改正する法律案 | 成立 |      |
| 143      | 特別職の職員の給与に関する法律の一部を改正する法律案                                                                   | 成立 |      |
| 143      | 防衛庁の職員の給与等に関する法律の一部を改正する法律案                                                                 | 成立 |      |
| 143      | 裁判官の報酬等に関する法律の一部を改正する法律案                                                                       | 成立 |      |
| 143      | 検察官の俸給等に関する法律の一部を改正する法律案                                                                       | 成立 |      |

### 条約
| 提出回次 | 議案件名                                                       | 結果     | 備考 |
| -------- | -------------------------------------------------------------- | -------- | ---- |
| 142      | 国連砂漠化対処条約                                             | 両院承認 |      |
| 143      | 対人地雷の使用、貯蔵、生産及び移譲の禁止並びに廃棄に関する条約 | 両院承認 |      |

## 法案成立後

### 破綻処理と公的資金投入
金融再生法は10月12日、早期健全化法は10月16日に可決成立し、10月23日、形式的には長銀自身の破綻申請は即日その認定がなされ、政府により一時国有化された。また日本債券信用銀行も同年12月、金融庁検査で実質2,700億円の債務超過が認定され、金融再生法により、特別公的管理下・一時国有化が決定された。
さらに1999年3月には、早期健全化法に基づき、大手行に対して優先株約6兆1600億円、劣後債・劣後ローン1兆3千億円の計7兆4600億円の公的資金が投入された。

### 金融国会での影響
参議院選挙から今国会までは、民主党を中心とする野党主導で国会運営が進んだ。橋本退陣後の首班指名選挙では、自由党と共産党の協力で民主党の菅直人が首相指名され（衆議院の優越により衆議院の議決で指名された小渕恵三が首相となった）、今国会でも野党共闘で金融再生法案を小渕内閣に丸呑みさせた。
また、今国会末期の1998年10月には、額賀福志郎防衛庁長官に対し防衛庁調達実施本部背任事件を理由として参議院で問責決議案が可決（同年11月に辞任）、政府・自民党を揺さぶった。
しかし、菅直人は今国会に対して「政局にせず」との姿勢を取ったため、当初、協力的であった自由党の離反を招いた。また、額賀問責決議をきっかけに自民党は野党分断工作を行い、1998年11月、自由党との自自連立政権について合意した。1999年1月、正式に自自連立政権が成立し、続く1999年7月、公明党（1998年11月に、新党平和と公明が合併し再結成）が政権に参画し、自自公連立政権が成立した。